# Kerstin Bonnier
Märta Kerstin Elisabeth Lind Bonnier, född Lind 22 juni 1954 i Stockholm, är en svensk svensk filmproducent.
Hon har under en period från 1983 varit gift med företagsledaren Pontus Bonnier.

## Producent
- 2005 - Kim Novak badade aldrig i Genesarets sjö (exekutiv producent)
- 2004 - Populärmusik från Vittula (exekutiv producent)
- 2002 - Karlsson på taket (exekutiv producent)
- 2001 - Familjehemligheter
- 2001 - Sprängaren (exekutiv producent)
- 1999 - Vuxna människor (exekutiv producent)
- 1997 - Svenska hjältar